# Торно
То̀рно (на италиански: Torno; на ломбардски: Turno, Турну) е село и община в Северна Италия, провинция Комо, регион Ломбардия. Разположено е на 225 m надморска височина, на югозападния бряг на езеро Лаго ди Комо. Населението на общината е 1156 души (към 2017 г.).